# روني فلوريس
روني فلوريس (بالإسبانية: Rony Flores)‏ (28 سبتمبر 1984 في هندوراس - ) هو لاعب كرة قدم هندوراسي في مركز الهجوم. شارك مع منتخب هندوراس لكرة القدم. أما مع النوادي، فقد لعب مع بيلا فيستا ونادي ماراثون ونادي شنجن ونادي فيكتوريا وأتيناس دي سان كارولس وإنستيتوسيون أتلتيكا سود أمريكا ‏ وC.D. Real Juventud ‏.

## وصلات خارجية
- روني فلوريس على موقع قاعدة بيانات كرة القدم.إي يو (الإنجليزية)
- روني فلوريس على موقع Soccerway.com (الإنجليزية)